# Valse accidentelle
Pour plus de détails, voir Fiche technique et Distribution.
Valse accidentelle (en russe : Случайный вальс) est un film soviétique réalisé par Svetlana Proskourina en 1989. Il remporte un Léopard d'or à Locarno en 1990.

## Synopsis
Rien n'arrive à tromper la solitude de Tatiana Prokofievna, femme entre deux âges, propriétaire d'une maison décrépie dans une ville de province russe, ni les hommes de passage, ni jeunes locataires qui après avoir profité de sa générosité s'en vont tous vers de nouveaux horizons.

## Fiche technique
- Titre : Valse accidentelle
- Titre original : Случайный вальс
- Réalisation : Svetlana Proskourina
- Scénario : Pavel Finn
- Photographie : Dmitri Mass
- Direction artistique : Vladimir Youjakov
- Compositeur : Viatcheslav Gaïvoronski
- Son :  Vladimir Persov
- Rédaction : Liubov Arkous
- Costumes : Galina Nikolaïeva
- Montage : Leda Semionova
- Second réalisateur : Sergueï Makaritchev
- Caméra : Vitali Soloviov
- Maquillage : Liudmila Kozinets, Jeanna Rodionova
- Directeur(s) de production : Anatoli Naoumov, Vladimir Provotorov
- Production : Lenfilm
- Genre : drame
- Langue : russe
- Durée : 96 min.
- Pays : Russie/URSS
- Sortie : 1989

## Distribution
- Alla Sokolova : Tatiana Prokofievna
- Alexeï Serebriakov : Sergueï
- Tatiana Bondareva : Nadia, petite-amie de Sergueï
- Sergueï Parapanov : Guena
- Viktor Proskourine : Viktor Stepanovitch
- Vera Bykova : épisode
- Irina Piarson : épisode
- Iouri Gorine : Iouri
- Tatiana Rasskazova : Anna, amie de Viktor Stepanovitch
- Irina Osnovina : épisode
- Galina Bokachevskaïa  Lena